# Gergewec
Gergewec (bułg. Гергевец) – wieś w Bułgarii, w obwodzie Sliwen, w gminie Sliwen. Według danych szacunkowych Ujednoliconego Systemu Ewidencji Ludności oraz Usług Administracyjnych dla Ludności, 15 czerwca 2020 roku miejscowość liczyła 890 mieszkańców.

## Historia
W czasie panowania Imperium Osmańskiego miejscowość nazywała się Aładaglii. 

## Osoby związane z miejscowością

### Urodzeni
- Aleksandyr Czendow (1860–1876) – bułgarski rewolucjonista, najmłodszy członek czety Christa Botewa